# باک تی‌اس‌آر-۲
باک تی‌اس‌آر-۲ (به انگلیسی: British Aircraft Corporation TSR-2) یک هواپیمای ضربتی و شناسایی مافوق صوت بود که توسط شرکت هواپیمایی بریتانیا (BAC) برای نیروی هوایی سلطنتی (RAF) در اواخر دهه ۱۹۵۰ و اوایل دهه ۱۹۶۰ توسعه داده شد. با این حال، این پروژه پس از مدّت زمان اندکی لغو شد. تی‌اس‌آر-۲ برای حمل سلاح‌های هسته‌ای متعارف و تاکتیکی طراحی شده بود. این بمب‌افکن باید می‌توانست در ارتفاعات پایین و سرعت‌های بسیار بالا به مناطق خط مقدم که به خوبی محافظت می‌شدند، نفوذ و به اهدافی با ارزش بالا در مناطق پشت خطوط دشمن حمله کند. یکی دیگر از نقش‌های رزمی در نظر گرفته‌شده برای این هواپیما، ارائهٔ تصاویر راداری و عکاسی از پهلو و ارتفاع بالا و سرعت بالا، اطلاعات سیگنالی و شناسایی هوایی بود. تنها یک نمونه از این بمب‌افکن پرواز کرد و پروازهای آزمایشی و همچنین افزایش وزن در طول طراحی نشان داد که این هواپیما نمی‌تواند مشخصات طراحی دقیق اوّلیهٔ خود را برآورده کند.
در نهایت، پروژهٔ بمب‌افکن تی‌اس‌آر-۲ به دلیل هزینه‌های فزاینده و رقابت بین سرویس‌های مختلف بر سر نیازهای دفاعی آیندهٔ بریتانیا در سال ۱۹۶۵ لغو شد. مقامات بریتانیایی تصمیم گرفتند به جای این هواپیما، یک نسخهٔ اقتباس‌شده از جنرال داینامیکس اف-۱۱۱ سفارش دهند؛ امّا این تصمیم نیز بعداً با افزایش هزینه‌ها و زمان توسعه لغو شد. جایگزین‌ها شامل بلکبرن بوکانیر و مک‌دانل داگلاس اف-۴ فانتوم ۲ بودند که هر دو در مراحل اوّلیهٔ فرایند خرید تی‌اس‌آر-۲ بررسی و رد شده بودند. سرانجام، هواپیمای کوچک‌تر پاناویا تورنادو با بال‌های متحرک توسعه داده شد و توسط یک کنسرسیوم اروپایی برای برآورده کردن الزاماتی تقریباً مشابه تی‌اس‌آر-۲ به کار رفت.
این بمب‌افکن دو موتور توربوجت داشت که هواپیما را به سرعتی بیش از ۲٫۳۵ ماخ می‌رساند و آن را به یکی از سریع‌ترین هواپیماهای نظامی جهان تبدیل می‌کرد. البته بدنهٔ هواپیما طوری طراحی شده بود که توان تحمل سرعت ۳ ماخ و بالاتر را نیز داشت.

## مشخصات
داده‌ها از TSR2: Britain's Lost Bomber
ویژگی‌های عمومی
- خدمه: ۲
- طول: ۸۹ فوت (۲۷ متر)
- پهنای بال: ۳۷ فوت ۲ اینچ (۱۱٫۳۳ متر)
- ارتفاع: ۲۳ فوت ۹ اینچ (۷٫۲۴ متر)
- مساحت بال‌ها: ۷۰۲٫۹ فوت مربع (۶۵٫۳۰ متر مربع)
- وزن خالی: ۵۴٬۷۵۰ پوند (۲۴٬۸۳۴ کیلوگرم)
- وزن ناخالص: ۷۹٬۵۷۳ پوند (۳۶٬۰۹۴ کیلوگرم)
- بیشترین وزن برخاست: ۱۰۳٬۵۰۰ پوند (۴۶٬۹۴۷ کیلوگرم)
- پیشرانه: ۲ عدد afterburning turbojet engines Bristol Siddeley B.Ol.22R Olympus Mk.320, ۲۲٬۰۰۰ پوند-نیرو (۹۸ کیلونیوتن) thrust در هر موتور dry, ۳۰٬۶۱۰ پوند-نیرو (۱۳۶٫۲ کیلونیوتن) با پس‌سوز

عملکرد
- حداکثر سرعت: ۲٫۱۵ ماخ در ارتفاع ۴۰٬۰۰۰ فوت (۱۲٬۱۹۲ متر)، ۱٫۱ ماخ در سطح دریا
- بُرد: ۲٬۵۰۰ مایل دریایی (۲٬۹۰۰ مایل، ۴٬۶۰۰ کیلومتر)
- بُرد رزمی: ۷۵۰ مایل دریایی (۸۶۰ مایل، ۱٬۳۹۰ کیلومتر)
- حداکثر ارتفاع: ۴۰٬۰۰۰ فوت (۱۲٬۰۰۰ متر)
- نرخ صعود: ۱۵٬۰۰۰ فوت بر دقیقه (۷۶ متر بر ثانیه)
- نیرو/وزن: ۰٫۵۹

تسلیحات

کل بار تسلیحاتی ۱۰۰۰۰ پوند (۴۵۰۰ کیلوگرم)؛ ۶۰۰۰ پوند (۲۷۰۰ کیلوگرم) داخلی و ۴۰۰۰ پوند (۱۸۰۰ کیلوگرم) خارجی

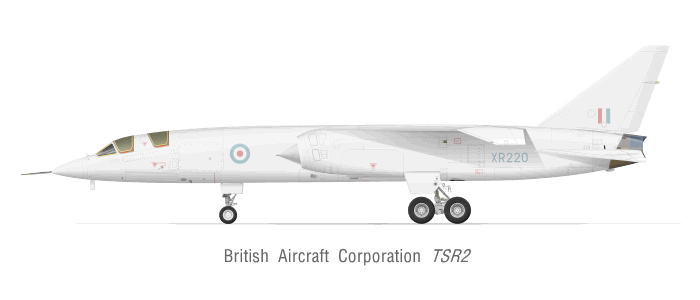
طراحی نمونهٔ XR220

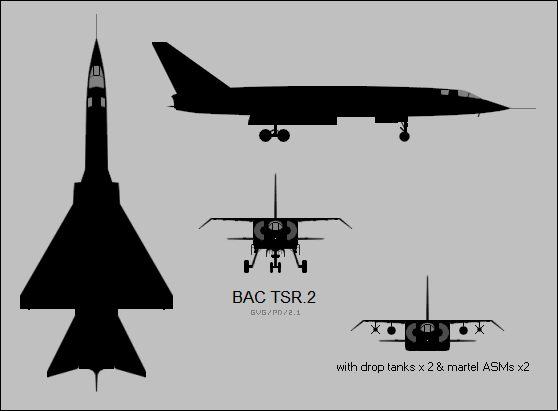
باک تی‌اس‌آر-۲

- محفظهٔ تسلیحات داخلی، به طول ۶ متر (۲۰ فوت)، (در ابتدا) با ۱ سلاح هسته‌ای ریش قرمز با قدرت انفجاری ۱۵ کیلوتن یا در صورت نیاز ۲ سلاح هسته‌ای OR.1177 با قدرت انفجاری ۳۰۰ کیلوتن یا ۶ بمب HE با وزن ۱۰۰۰ پوند (۴۵۰ کیلوگرم). ظرفیت نهایی طراحی شده برای حمل سلاح هسته‌ای تا ۴ سلاح هسته‌ای WE.177، دو سلاح هسته‌ای در کنار هم یا پشت سر هم در محفظهٔ تسلیحات، دو سلاح در پایلون‌های خارجی زیر بال.

اویونیکس

- خلبان خودکار Autonetics Verdan اصلاح‌شده توسط Elliott Automation Ferranti
- Ferranti (رادار ردیابی عوارض زمینی و سیستم‌های ناوبری/تهاجمی)
- EMI (رادار هوابرد جانبی)
- Marconi (اویونیک عمومی)
- Cossor (IFF)
- Plessey (رادیو)